# Pauline Mahieu
Pour les articles homonymes, voir Mahieu.
Pauline Mahieu, née le 13 mars 1999 à Villeneuve-d'Ascq, est une nageuse française licenciée de Canet 66 Natation.

## Biographie
Elle remporte la finale du 100 mètres dos aux Championnats de France de natation en petit bassin 2015.
Aux Jeux européens de 2015, elle est médaillée d'argent sur 50 mètres dos et médaillée de bronze sur 100 mètres dos.
Elle est sacrée championne de France du 200 mètres dos aux Championnats de France de natation 2019 à Rennes.
Avec ses performances réalisées au meeting international de Monaco 2022, Pauline Mahieu actualise à trois occasions les performances du Top 10 (de la FFN) de tous les temps dans les épreuves de dos. Sur 50 m, elle se hisse au 6e rang (28 s 21) et aux 9e sur 100 m (1 min 0 s 21) et sur 200 m (2 min 12 s 02).
Puis Pauline Mahieu actualise une nouvelle fois le tableau des références nationales historiques du 200 m dos, dès la première journée du meeting international de Canet-en-Roussillon. En 2 min 11 s 10, elle gagne deux rangs dans le Top 10 de tous les temps en se hissant au 7e rang.
Lors des championnats du monde 2023 disputés à Fukuoka, Pauline Mahieu bat en 59 s 30 le 24 juillet le record de France du 100 mètres dos détenu par Laure Manaudou en demi-finale de cette épreuve et se qualifie pour la finale.

## Résultats[6],[7]

### Championnat du Monde

#### Petit Bassin
- Championnats du monde 2022 à Melourne
  - 6e sur 4x100 4 Nages (3min 50s 28)

#### Grand Bassin
- Championnat du monde 2023 à Fukuoka
  - 6e sur 100m Dos (59s 72)

### Championnat d'Europe

#### Grand Bassin
- Championnats d'Europe 2022 à Rome
  -  médaille d'argent sur 4 × 100 m 4 Nages (3 min 56 s 36)
  - 4e sur 100m Dos (1min 00s 00)

#### Petit Bassin
- Championnats d'Europe 2023 à Otopeni
  -  sur 200m Dos (2 min 3 s 90)[8]

### Championnat de France

#### Petit Bassin
| Evènement        | Nage libre | Nage libre | Dos        | Dos        | Dos              |
| Evènement        | 100m       | 200m       | 50m        | 100m       | 200m             |
| ---------------- | ---------- | ---------- | ---------- | ---------- | ---------------- |
| Angers 2015      |            |            | 4e         | Or 58 s 59 | Argent           |
| Angers 2016      |            | 4e         | Bronze     | Argent     | Or 2 min 09 s 19 |
| Montpellier 2017 | Argent     | Argent     |            | Argent     | Argent           |
| Montpellier 2018 |            | 10e        |            | 7e         |                  |
| Angers 2019      |            |            | Bronze     | 4e         | 4e               |
| Chartres 2022    |            |            | Bronze     | Or 57 s 30 | Or 2 min 04 s 26 |
| Angers 2023      |            |            | Or 26 s 63 | Argent     | Or 2min 04 s 81  |